# Myrmica bessarabica
Myrmica bessarabica är en myrart som beskrevs av Nasonov 1889. Myrmica bessarabica ingår i släktet rödmyror, och familjen myror.

## Underarter
Arten delas in i följande underarter:
- M. b. bessarabica
- M. b. dolens